# Imbrasia diomede
Imbrasia diomede är en fjärilsart som beskrevs av Karsch 1893. Imbrasia diomede ingår i släktet Imbrasia och familjen påfågelsspinnare. Inga underarter finns listade i Catalogue of Life.